# پایونیر ۱۱
پایونیر۱۱ (که به آن پایونیر G هم گفته می‌شود) نام فضاپیمایی است که بعد از همتای خود، پایونیر۱۰، دومین مأموریت از ماموریت‌های پایونیر محسوب می‌شد. این فضاپیما، نخستین فضاپیمایی است که موفق به کاوش زحل و حلقه‌های آن می‌شد، و همچنین بعد از پایونیر۱۰، دومین فضاپیمایی است که به مشتری و قسمت خارجی منظومه شمسی دست پیدا می‌کرد. پایونیر۱۱ برای تغییر مسیر به سمت زحل، از جرم مشتری به عنوان نیروی کمکی استفاده کرد. این فضاپیما توانست کاوشی موفقیت‌آمیز از زحل داشته باشد، و بعد از آن نیز مسیر خود را به سمت بیرون منظومه شمسی دنبال کرد.
مأموریت‌های پایونیر۱۱، مطالعه میدان مغناطیسی سیارهای و بین سیاره‌ای، بادهای خورشیدی، پرتوهای کیهانی، مرحله گذر از هلیوسفر، فراوانی هیدروژن خالص، توزیع، اندازه، جرم، جریان و سرعت ذرات غبار معلق، امواج رادیویی مشتری، جو سیاره‌ها و ماهوارهها، و نیز سطح مشتری، زحل و بعضی از اقمار آن‌ها بود. این کاوشگر، توسط مرکز تحقیقات ایمز ناسا، و به عنوان بخشی از مجموعه کاوشگرهای پایونیر که شامل پایونیر ونوس نیز می‌شد، ساخته شد.

## طراحی
این فضاپیمای بدون سرنشین، در ۶ آوریل ۱۹۷۳، از ایستگاه کیپ کاناورال پرتاب شد.
پایونیر۱۱ شامل آنتنی به طول ۲٫۷۴ متر بود و در آن چهار مولد ترموالکتریک رادیوایزوتوپ به کار رفته بود که توانی معادل ۱۴۴ وات در پرواز به مشتری فراهم می‌کردند، که این مقدار بعدها هنگام رسیدن به زحل به ۱۰۰ وات کاهش یافت.

## رویارویی با مشتری
در ۴ دسامبر ۱۹۷۴، پایونیر۱۱، از فاصله ۳۴٬۰۰۰ کیلومتری نسبت به ابرهای فوقانی مشتری عبور کرد و موفق به گرفتن عکس‌های چشمگیری از… شد، و اولین کاوش از مناطق پهناور قطبی مشتری را به عمل آورد، و نیز جرم کالیستو، قمر مشتری، را حساب کرد. کاوشگر بعد از آن، با کمک گرفتن از جاذبه مشتری، مسیرش را به سمت زحل تغییر داد.

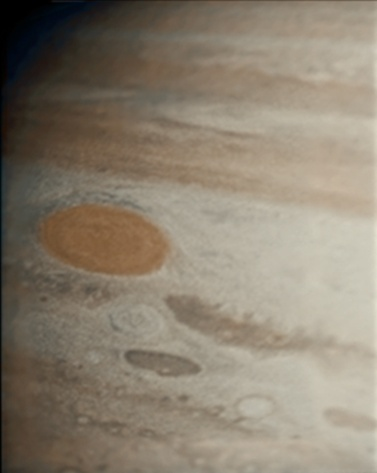
لکه سرخ بزرگ از دید پایونیر ۱۱
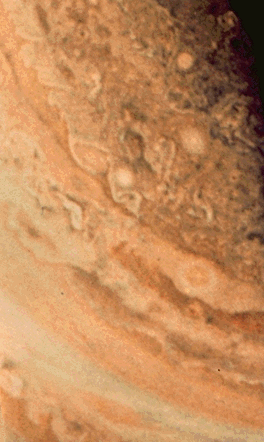
تصویر گرفته شده توسط پایونیر ۱۱ که مناطق قطبی مشتری را نشان می‌دهد
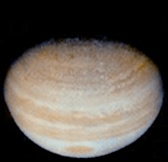
مشتری از دید پایونیر ۱۱
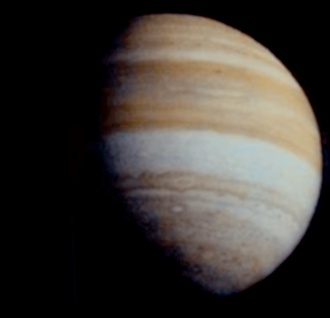
تصویری از مشتری گرفته شده توسط پایونیر ۱۱

## رویارویی با زحل
در ۱ سپتامبر ۱۹۷۹، کاوشگر به فاصله ۲۱٬۰۰۰ کیلومتری از ابرهای فوقانی زحل رسید. در این زمان، ویجر ۱ و ویجر ۲ از مشتری عبور کرده و در راه زحل بودند، بنابراین تصمیم گرفته شد تا پایونیر ۱۱ به سمت صفحه‌های حلقه‌های زحل، در همان موقعیت کاوشگر ویجرِ در راه، فرستاده شود، تا بدین ترتیب مسیر قبل از رسیدن ویجر امتحان شود. اگر ذرات حلقه‌ها به گونه‌ای بنا بود باعث صدمه کاوشگرها شوند، برنامه ریزان مأموریت ترجیح دادند که این اتفاق برای پایونیر بیفتد؛ بنابراین، پایونیر ۱۱ همانند نامش به عنوان یک «پیشگام» عمل می‌کرد، و اگر وجود خطری احساس می‌شد، کاوشگرهای ویجر می‌توانستند مسیر خود را تغییر داده و از حلقه‌ها دور شوند. اگرچه در این حالت، آن‌ها شانس روبه‌رو شدن با اورانوس و نپتون را در ادامه از دست می‌دادند.

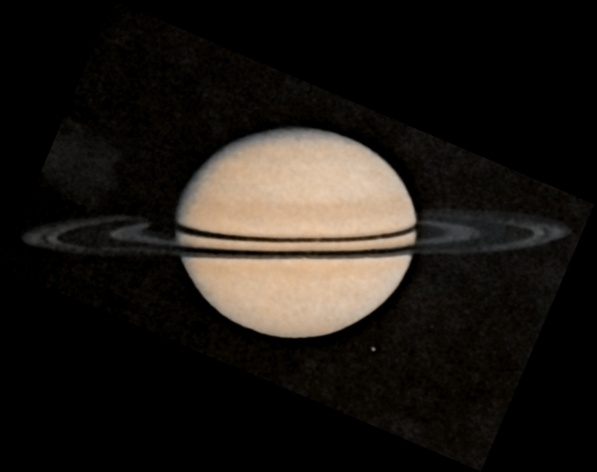
تصویر پایونیر ۱۱ از زحل، گرفته شده در تاریخ ۲۶ اوت ۱۹۷۹
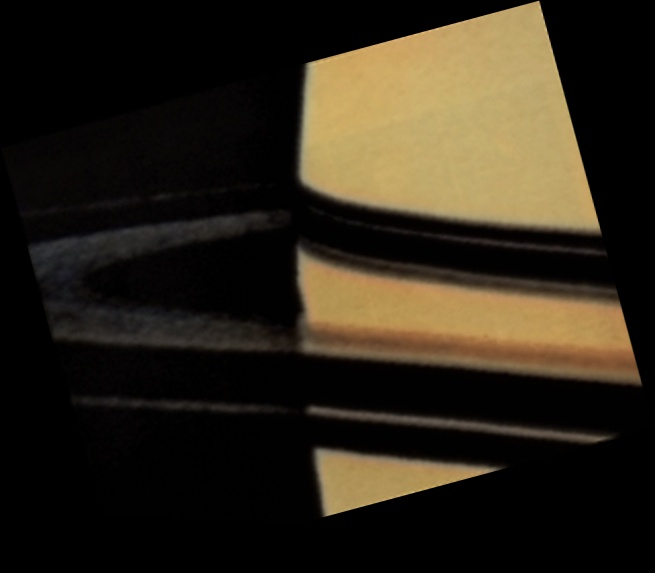
تصویر پایونیر ۱۱ از زحل، گرفته شده در تاریخ ۱ سپتامبر ۱۹۷۹
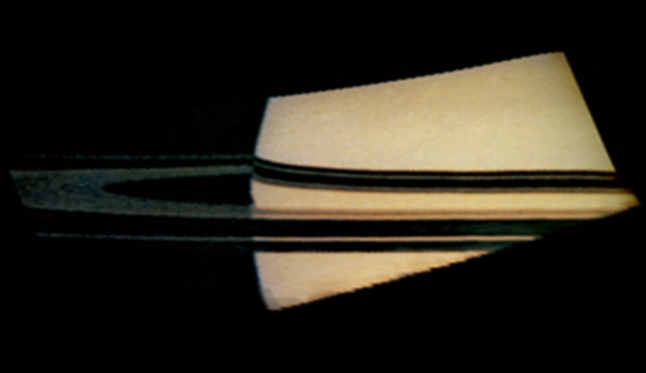
تصویر پایونیر ۱۱ از زحل، گرفته شده در تاریخ ۱ سپتامبر ۱۹۷۹
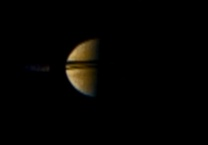
نمایی دور از زحل، گرفته شده توسط پایونیر ۱۱ در تاریخ ۳ سپتامبر ۱۹۷۹

## تاریخ‌های مهم در مأموریت پایونیر۱۱
- ۶ آوریل ۱۹۷۳، پرتاب.
- ۱۹ آوریل ۱۹۷۴، گذر موفقیت‌آمیز از کمربند سیارک‌ها
- ۲ دسامبر ۱۹۷۴، رسیدن به مشتری
- ۱ سپتامبر ۱۹۷۹، رسیدن به زحل
- فوریه ۱۹۸۵، کاهش تدریجی توان تجهیزات به دلیل کاهش توان خروجی مولدها شروع شد.
- ۱۹۹۰، گذر از مدار پلوتون
- ۳۰ سپتامبر ۱۹۹۵، در شرایطی که پایونیر۱۱ به فاصله ۶٫۵ میلیارد کیلومتری زمین رسیده بود، عملیات روزانه مأموریت متوقف شد.
- نوامبر ۱۹۹۵، آخرین تماس با پایونیر۱۱

## لوح پایونیر۱۱
پایونیر۱۱ همانند همتای خود، پایونیر ۱۰، حامل لوحی بود که در آن پیغامی از طرف انسان وجود داشت. این پیغام شامل طرحی از یک مرد و یک زن، به همراه طرحی از اتم هیدروژن و موقعیت خورشید و زمین در کهکشان بود. اگر کاوشگر روزی توسط موجودی فرازمینی و هوشمند پیدا می‌شد، این لوح به منزله اطلاعاتی از منشأ و خاستگاه کاوشگر بود.